# Bruno Walpoth

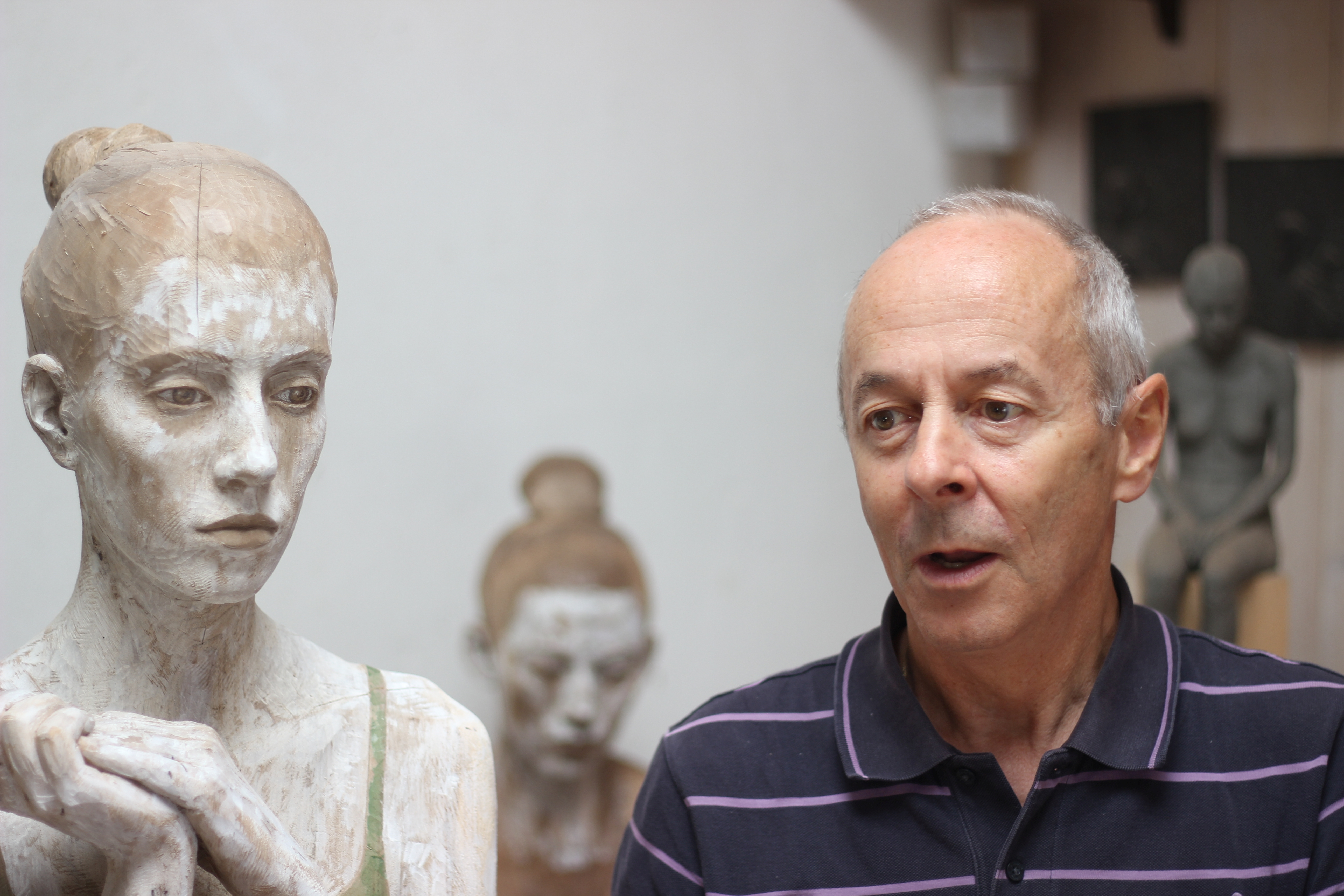
Bruno Walpoth in seinem Atelier

Bruno Walpoth (* 1959 in Brixen) ist ein ladinischer Bildhauer.
Nach dem Besuch der Volksschule und der Landesberufsschule für das Kunsthandwerk in St. Ulrich studierte er von 1978 bis 1984 an der Akademie der Bildenden Künste München bei Hans Ladner Bildhauerei, ab 1983 als Meisterschüler. Von 1985 bis 2003 arbeitete er als Lehrer an der Landesfachschule für Bildhauer in Wolkenstein in Gröden. Sein Onkel ist der Bildhauer Johann Baptist Walpoth.
Walpoth arbeitet hauptsächlich in Holz, bekannt wurde er vor allem durch seine lebensgroßen Skulpturen. Seit 2000 ist er Mitglied des Südtiroler Künstlerbunds.
Für den Spielfilm Pinocchio des Regisseurs Matteo Garrone erstellte er zwei Skulpturen, die den Protagonisten darstellen.

## Einzelausstellungen (Auswahl)
- 2023 Museum Bensheim (D)
- 2022 erlas galerie, Traunkirchen (A)
- 2019 Galerie Straihammer & Seidenschwann, Wien (A)[3]
- 2019 CAFA Art Museum, Peking (CHN)[4]
- 2018 Zhe Jiang Art Museum, Hangzhou (CHN)
- 2017 JanKossen Contemporary Art Gallery, New York City (USA)[5]
- 2015 Stadtgalerie, Brixen (I)
- 2015 Accesso Galleria, Pietrasanta  (I)
- 2014 Absolute Art Gallery, Knokke (B)
- 2014 Kunstverein Münsterland, Coesfeld (D)
- 2011 Galerie Frank Schlag, Essen (D)
- 2010 Absolute Art Gallery, Knokke (B)
- 2009 Kreis für Kunst und Kultur, St. Ulrich in Gröden (I)
- 2008 Galerie Copercini-Giuseppin,  Arquà Petrarca (I)
- 2005 Istitut Ladin „Micurá de Rü“, St. Martin in Thurn (I)
- 1985 Galerie Domenicani, Bozen (I)